# Walter Jellinek
Walter Jellinek, född 12 juli 1885 i Wien, död 9 juni 1955 i Heidelberg, var en österrikisk rättslärd. Han var son till Georg Jellinek.
Jellinek blev professor i Kiel 1913 och i Heidelberg 1929. Hans författarskap tillhörde helt den offentliga rättens område. Bland hans verk märks Der fehlerhafte Staatsakt und seine Wirkungen (1908), Verfassung und Verwaltung des Reichs und der Länder (3:e upplagan 1927) och Verwaltungsrecht (1928). Jellinek utgav även bearbetningar av faderns verk.